# 金子直史
金子 直史（かねこ なおふみ、1988年6月14日 - ）は、日本の元俳優。所属していた芸能事務所キューブを、2012年3月末日で退社したことを公式blogで発表。

## 人物
- 血液型A型。身長178cm。体重62kg。
- 趣味は料理、好きなスポーツは野球と少林寺拳法である。
- 少林寺拳法においては有段者であり、東京都の大会で準優勝、関東選抜として全国大会に出場した実績がある。
- ファンや共演者からは「なお」、「なおくん」などの愛称で親しまれている。
- 好きな色は、緑色と公言しているが、黒い洋服を着ている事が多い。
- プライベートでの交友関係が広いことで有名である。
- 芸能界に入ったのは、原宿でのスカウトがきっかけである。

## 出演

### テレビ
- 花より男子
- イケ麺そば屋探偵〜いいんだぜ!〜
- 僕の秘密★兵器 第7話
- 仮面ライダーW（2010年、テレビ朝日） - 若者B 役
- おくさまは18歳（2011年3月 - 12月、フジテレビTWO） - 芹澤 役
- ハイパーヨーヨーバーニング(2011年4月 - 2012年3月) - 日戸以蔵　役

### 映画
- キャプテン（2007年）
- 天然華汁さやか（2009年） - 伊藤優希 役
- 新天然華汁さやか（2010年） - 伊藤優希 役
- 行け!男子高校演劇部（2011年） - 城島順平 役

### 舞台
- 獅々王伝説
- 舞台版 イナズマイレブン（2010年9月4日 - 12日、東京ドームシティ・シアターGロッソ） - 豪炎寺修也 役
- cube neXt『押忍!!ふんどし部!』（作：細川徹/演出：河原雅彦、2010年11月）
- Dogrunner's High（2011年1月）
- 『メモ・リアル』the THEATRE!（2011年）